# Bolxie Siri
Bolxie Siri (en rus: Большие Сыры) és un poble del krai de Krasnoiarsk, a Rússia, que en el cens del 2010 tenia 657 habitants. Pertany al districte de Balakhtà.